# 通用电气CF6
通用電氣CF6是通用電氣航空生產的一系列民用高涵道比渦輪扇發動機，原型為用於C-5運輸機的通用電氣TF39。其衍生產品包括海軍用的LM2500、LM5000、LM6000及用於發電的渦輪軸發動機等等。通用電氣計劃用GEnx取代CF6。

## 發展
通用電氣在1960年代末為C-5運輸機開發TF39發動機後，研製了動力更大的民用版本CF6，而當時美國東方航空正在洛歇L-1011和麥道DC-10間選擇，通用電氣看中了這一競爭機會，隨即為這兩種機型的發動機競標。最終洛克希德L-1011採用了勞斯萊斯RB211，DC-10則選擇了CF6，並於1971年投入使用。其後，波音747的一些型號亦開始使用CF6發動機，這款發動機亦為空中客车A300、A310、A330，波音767及麥道MD-11提供動力。
2000年，美國國家運輸安全委員會曾就CF6發動機的高壓壓氣機裂縫發出警告。2010年，CF6的低壓渦輪機轉子盤故障亦引起了NTSB的注意。

## 型號

### CF6-6

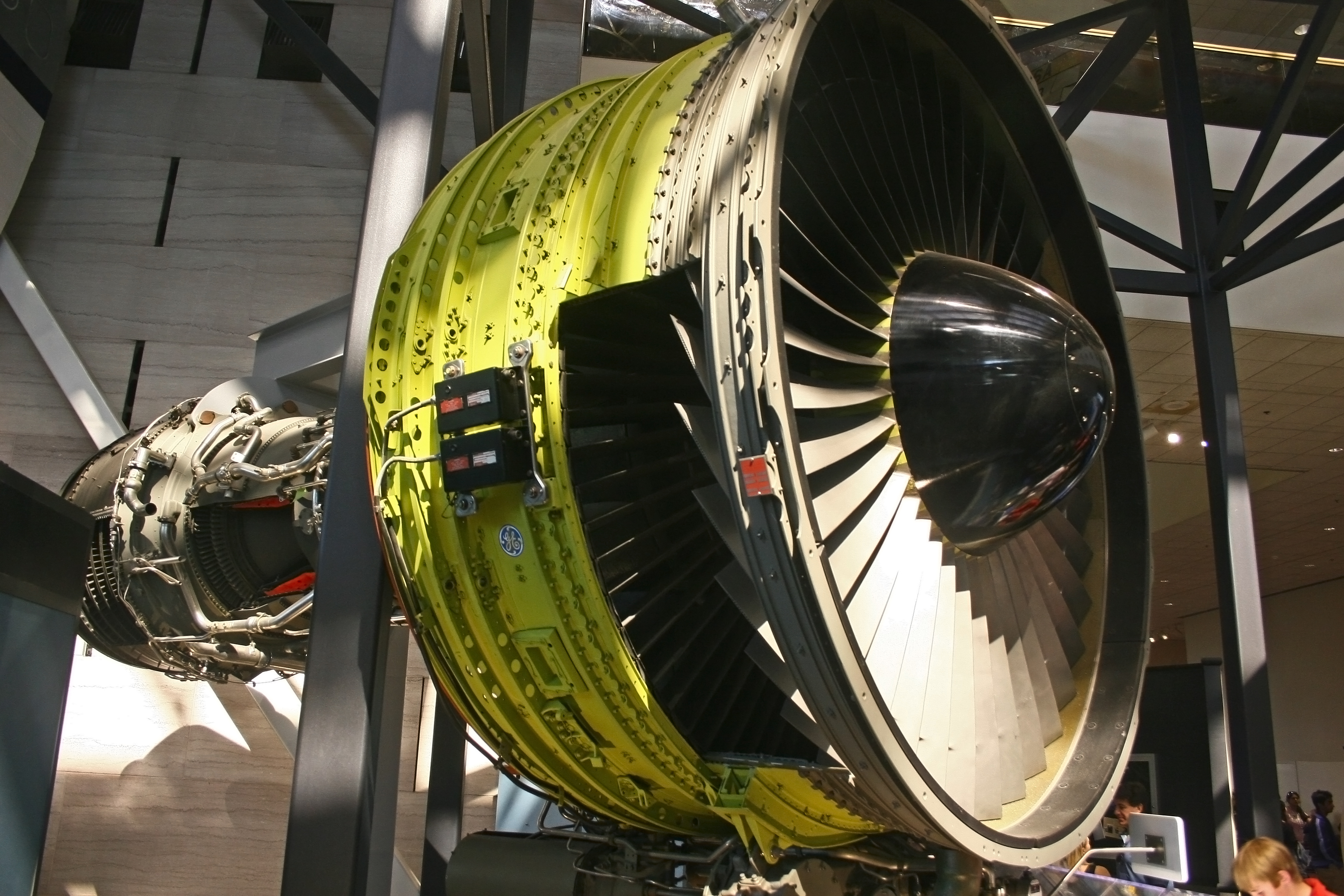
CF6高涵道比渦扇

CF6-6是TF39改進後的民用版本，最初在麥道DC-10-10上使用。
此型發動機使用單級風扇及單核心助推器，五級低壓渦輪機，十六級高壓压气机及雙級高壓渦輪機，燃燒室為環形，為風扇和核心氣流設有單獨的尾噴管。該發動機的扇葉直徑2.19米，可產生1300磅/秒（590千克/秒）的氣流，涵道比為5.72，壓縮系統的總壓比為24.3。在最大動力起飛的條件下，該發動機可產生41500磅（185.05千牛）的推力。
1973年，美國國家航空27號班機在新墨西哥州上空因執行班機的DC-10搭載的CF6-6發動機扇葉斷裂發生客艙失壓。而在1989年，一台CF6-6發動機的扇葉故障使得聯合航空232號班機在蘇城墜毀。

### CF6-50/-45

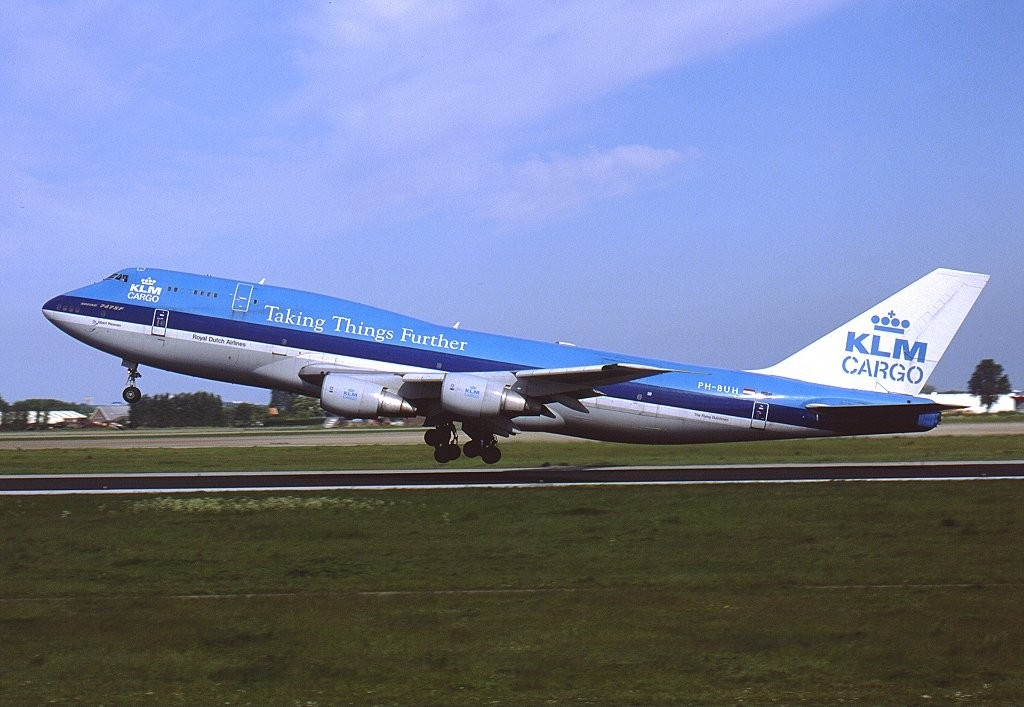
荷兰皇家货运航空第一架使用CF6-50發動機的波音747-200SUDF

CF6-50系列的設計推力為51000至54000磅（227.41-240.79千牛）之間，於1969年由早期的CF6-6改進而來，用於航程較長的DC-10-30，後來發展成LM5000渦輪軸發動機。
由於推力的增加，通用電氣不得不重新設計CF6的核心部件，將高壓壓氣機減小兩級，為低壓壓氣機增加兩個推進級，將總壓比增至29.3。扇葉尺寸未作改動，但氣流速度增至1450磅/秒（660千克/秒），使涵道比減至4.26。
1969年末，空中巴士選擇CF6-50為全新的空中巴士A300提供動力。法國航空於1971年訂購六架使用CF6-50發動機的A300，成為其啟動用戶。而在1975年，荷蘭皇家航空成為首個在波音747上使用CF6-50發動機的航空公司，這帶來了CF6系列的進一步發展，促生了包括CF6-80型在內的改進型號。CF6-50也為中型短距離運輸機波音YC-14的樣機提供動力。

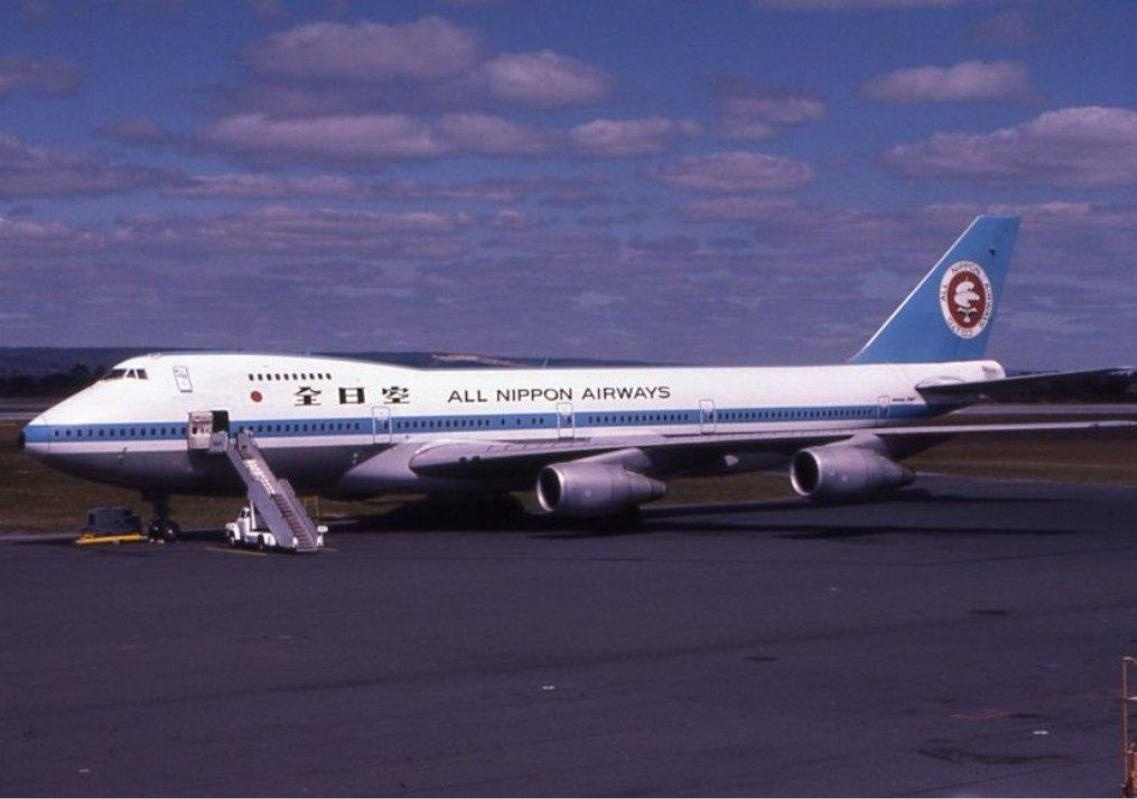
CF6-45發動機僅在全日空的波音747SR上應用

CF6-50系列亦有一款推力下降10%的改款，稱CF6-45，專供全日本空輸用於日本國內線的波音747SR使用，該機型於1979年投入使用。
2010年，NTSB就CF6-45/50發動機的四起非包容性故障建議對美國的飛機進行發動機的進一步檢查。
這四起故障並未造成事故，但均涉及發動機的一部分刺穿發動機罩的情況。

### CF6-80

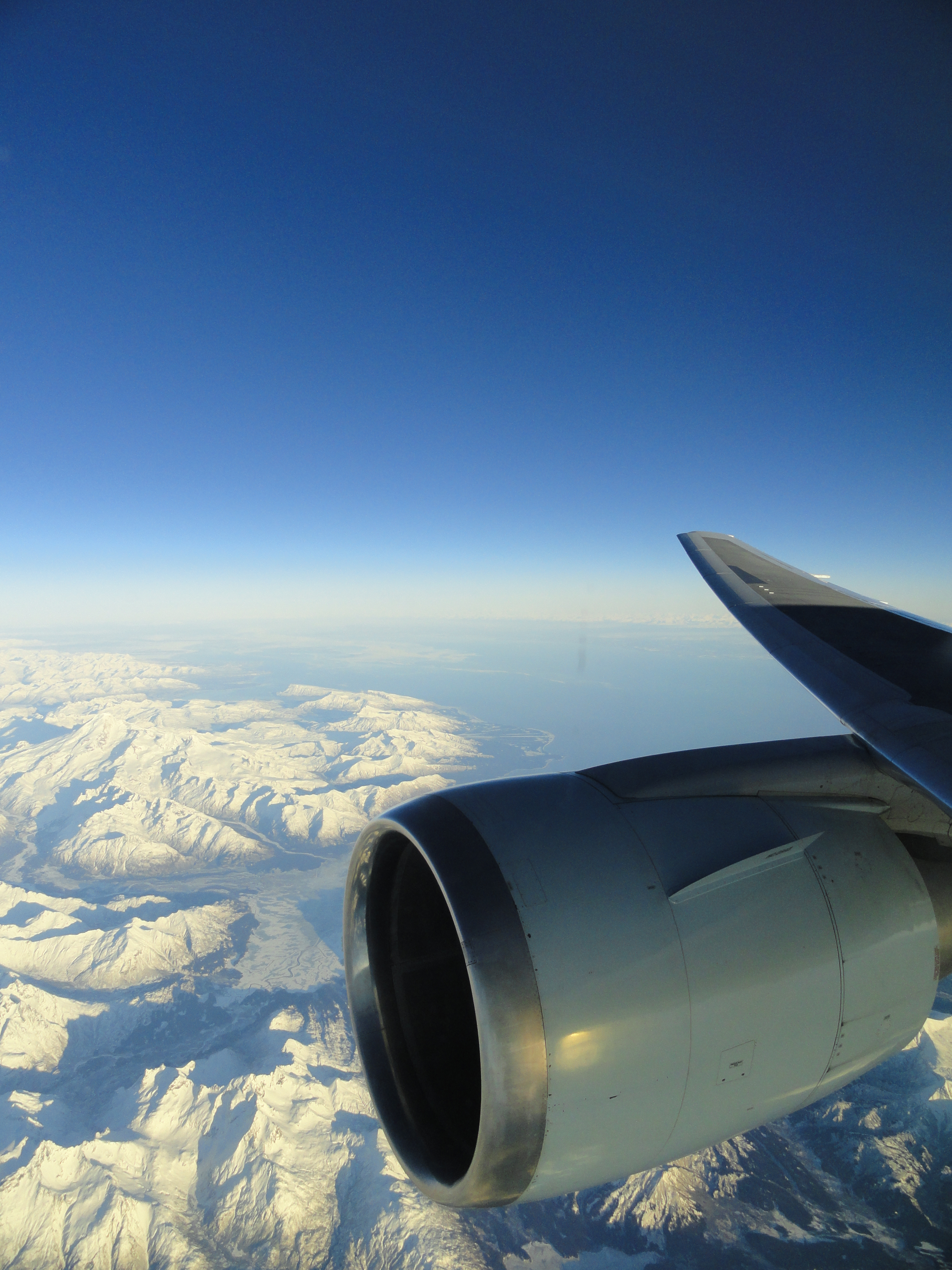
加拿大航空波音767-300ER使用的CF6-80C2B6F發動機

CF6-80系列的推力介於48000至75000磅（214至334千牛）之間。這一型號發生過多次高壓渦輪機故障

，部分故障更導致一些波音767報廢，

美国联邦航空管理局為600餘台CF6-80發動機進行了強制適航檢查，美國國家運輸安全委員會認為應接受檢查的CF6-80發動機數量應當更多，以包括所有在最後一次檢查後運轉次數多於3000的CF6-80發動機。
CF6-80系列分以下三個型號：

#### CF6-80A
CF6-80A是CF6-80系列的首個型號，推力介於48000至50000磅（214至222千牛）之間，使用該發動機的機型包括波音767和空中巴士A310，其中使用CF6-80A的波音767於1982年投入運營，使用通用電氣發動機的A310於1983年初投入服務。這一型號是最早獲得双发延程飞行認證的發動機型號。
CF6-80A/A1的風扇直徑仍為86.4英吋（2.19米），氣流速度1435磅/秒（651千克/秒），總壓比為28.0，涵道比為4.66，靜推力為48000磅（214千牛），機械配置與CF6-50系列相同。

#### CF6-80C2
CF6-80C2-A1型的風扇直徑增至93英吋（2.36米），氣流速度為1750磅/秒（790千克/秒），總壓比30.4，涵道比5.15，靜推力為59000磅（263千牛）。該型號的高壓壓氣機增加了一級，低壓渦輪機亦增加第五級。
CF6-80C2現時正於十一款廣體飛機上使用，包括VC-25A（空軍一號）、波音747-400和麥道MD-11。CF6-80C2亦在空客A300、空客A310、波音767上通過了ETOPS-180認證。
CF6-80C2的美軍編號為F138-GE-100，為美國空軍的洛克希德C-5M超級銀河型提供動力。

#### CF6-80E1

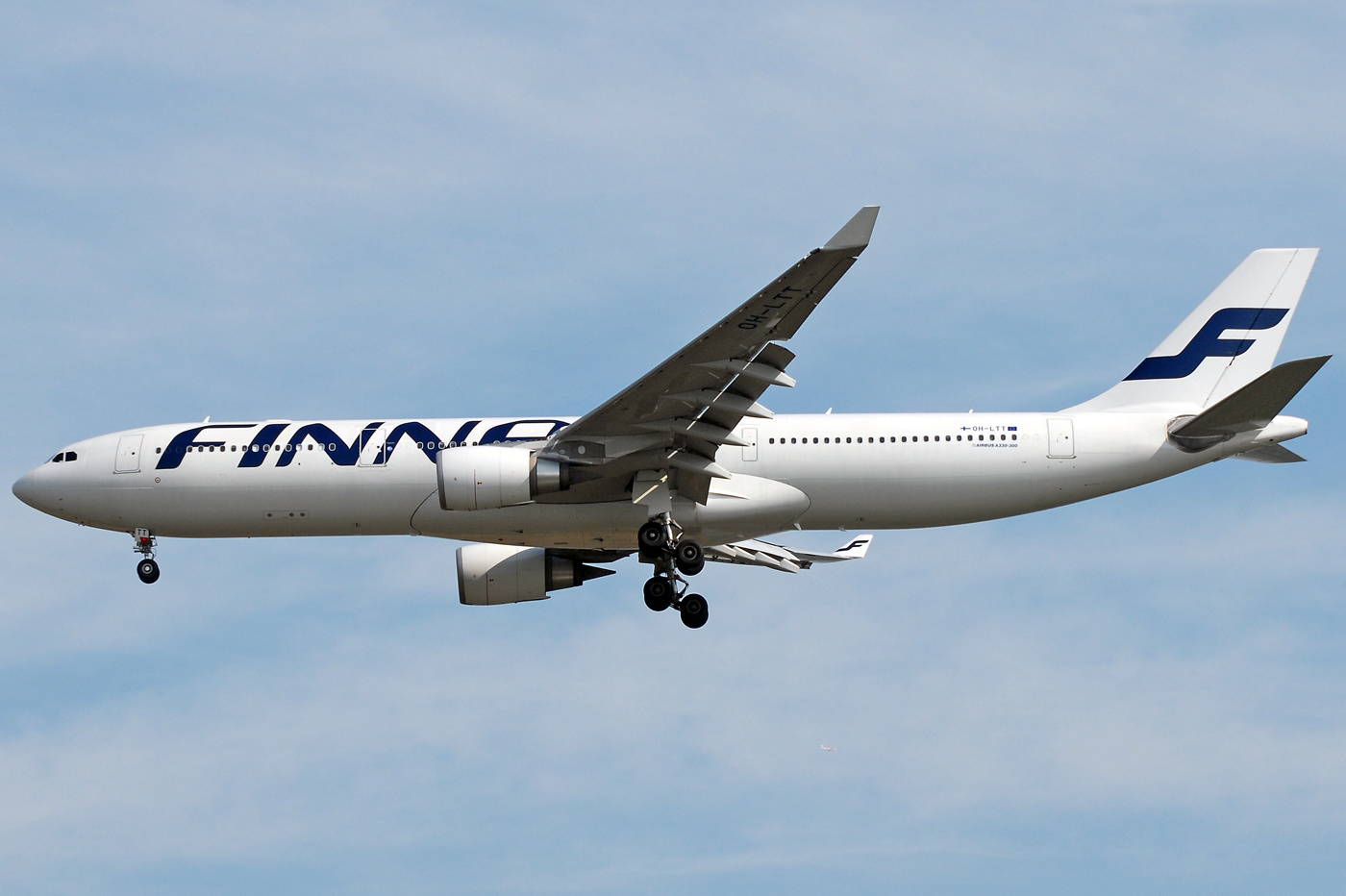
芬蘭航空一架使用CF6-80E1發動機的空客A330-300

CF6-80E1是CF6系列的另一個型號，用於空中客车A330，推力定額為67500至72000磅（300至320千牛）。
在A330的軍用版本-空中客车A330 MRTT當中，雖然有選配CF6-80E1或勞斯萊斯瑞達700之紀錄，但只有澳洲及沙特阿拉伯空軍選配CF6-80E1。

#### 其他變種
CF6-80C2的工業及海運版本為LM6000系列，用於發電、快速渡輪及高速貨輪，動力達40-56 M瓦。

#### 未開發型號
通用電氣CF6-32是CF6系列中一個未開發的型號，計劃成為供波音757使用的低推力型號，但於1981年被放棄，波音757的發動機因此僅由普惠和勞斯萊斯提供。

## 應用
| CF6-6 - 麥道DC-10-10 CF6-45 - 波音747 - 波音747-100/-300SR CF6-50 - 麥道DC-10 - 麥道DC-10-30 - KC-10加油机 - 波音747 - 波音747-200 - 波音747-300 - 波音E-4B - 空中客车A300 - 波音YC-14 CF6-80A - 波音767 - 空中客车A310 - 空中客车CC-150北極星 - 空中巴士A310 MRTT | CF6-80C2 - 波音767 - E-10預警機（計劃取消，機材改為巴林行政專機） - 波音E-767 - 波音KC-767 - 波音747 - 波音747-300 - 波音747-400/-400ER/-400F - 波音VC-25（空军一号） - 麥道MD-11 - 空中客车A300-600 - 川崎重工C-2 F138-GE-100 - 洛克希德C-5M超級銀河型 CF6-80E1/E2 - 空中客车A330 - 空中客车A330 MRTT（僅沙特阿拉伯、澳洲及西班牙） |

## 規格

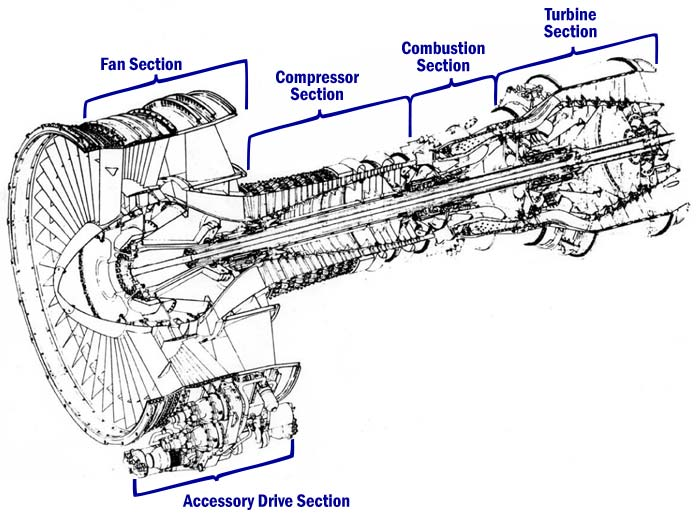
FAA製作的CF6-6剖視圖

来源：通用電氣
| 型号        | 压气机 | 压气机     | 压气机     | 涡轮       | 涡轮       | 空气流量（磅/秒） | 涵道比 | 最大直径                   | 引擎长度         | 海平面最大推力（磅） | 总压缩比（最大推力） |
| 型号        | 风扇   | 增压压气机 | 高压压气机 | 高压涡轮机 | 低压涡轮机 | 空气流量（磅/秒） | 涵道比 | 最大直径                   | 引擎长度         | 海平面最大推力（磅） | 总压缩比（最大推力） |
| ----------- | ------ | ---------- | ---------- | ---------- | ---------- | ----------------- | ------ | -------------------------- | ---------------- | -------------------- | -------------------- |
| CF6-6       | 1      | 1          | 16         | 2          | 5          |                   |        | 57英寸（1,400）            | 188英寸（4,800） | 41,500               | 25-25.2              |
| CF6-50      | 1      | 3          | 14         | 2          | 4          | 1,487             | 4.4    | 105英寸（2,700）           | 183英寸（4,600） | 51,500-54,000        | 29.2-31.1            |
| CF6-80A     | 1      | 3          | 14         | 2          | 4          |                   |        | 98—106英寸（2,500—2,700）  | 167英寸（4,200） | 48,000-50,000        | 27.3-28.4            |
| CF6-80C2    | 1      | 4          | 14         | 2          | 5          | 1,790             | 5.3    | 106英寸（2,700）           | 168英寸（4,300） | 52,200-61,960        | 27.1-31.8            |
| CF6-80E1    | 1      | 4          | 14         | 2          | 5          | 1,976             | 5.1    | 106—114英寸（2,700—2,900） | 168英寸（4,300） | 65,800-69,800        | 32.4-34.8            |
| F138-GE-100 | 1      | 4          | 14         | 2          | 5          | 1,790             | 5.3    | 106英寸（2,700）           | 168英寸（4,300） | 59,740               |                      |

### 同廠同系產品
- 通用電氣TF39發動機（英语：General Electric TF39）
- 通用電氣LM2500發動機（英语：General Electric LM2500）

### 類似產品
- 普惠JT9D
- 普惠PW4000
- 伊夫琴科D-18T
- 勞斯萊斯RB211
- 劳斯莱斯遄达700